# Сплаве (Косцянський повіт)
Сплаве (пол. Spławie) — село в Польщі, у гміні Сміґель Косцянського повіту Великопольського воєводства.
Населення — 289 осіб (2011).
У 1975-1998 роках село належало до Лешненського воєводства.

## Демографія
Демографічна структура станом на 31 березня 2011 року:
|          | Загалом | Допрацездатний вік | Працездатний вік | Постпрацездатний вік |
| -------- | ------- | ------------------ | ---------------- | -------------------- |
| Чоловіки | 138     | 28                 | 95               | 15                   |
| Жінки    | 151     | 37                 | 89               | 25                   |
| Разом    | 289     | 65                 | 184              | 40                   |